# Nazionale maschile di pallacanestro del Mali
La nazionale di pallacanestro del Mali è la rappresentativa cestistica del Mali ed è posta sotto l'egida della Federazione cestistica del Mali.

## Piazzamenti

### Campionati africani
- 1964 - 6°
- 1968 - 4°
- 1972 -  3°
- 1974 - 7°
- 1987 - 4°

- 1989 - 4°
- 1992 - 4°
- 1993 - 7°
- 1995 - 5°
- 1997 - 6°

- 1999 - 4°
- 2001 - 11°
- 2005 - 7°
- 2007 - 11°
- 2009 - 8°

- 2011 - 9°
- 2013 - 15°
- 2015 - 7°
- 2017 - 9°
- 2021 - 15°

### AfroCan
- 2019 - 5°

## Formazioni

### Campionati africani
Campionato africano maschile di pallacanestro 19894 S. Kanouté, 5 Bamba, 6 Doumbia, 7 A. Kanouté, 8 Traoré, 9 Tamboura, 10 Ba, 11 Diakité, 12 Diouf, 13 Dieng, 14 Fofana, 15 Touré,        All. -
Campionato africano maschile di pallacanestro 19924 S. Kanouté, 5 Bamba, 6 Boïté, 7 Kanté, 8 H. Traoré, 9 S. Diakité, 10 Ba, 11 A. Diakité, 12 Maïga, 13 Dieng, 14 Yeya, 15 Touré,        All. -
Campionato africano maschile di pallacanestro 19934 S. Kanouté, 5 Bamba, 6 Boïté, 7 Kanté, 8 H. Traoré, 9 S. Diakité, 10 Ba, 11 A. Diakité, 12 Diané, 13 Dieng, 14 Yeya, 15 Diawara,        All. -
Campionato africano maschile di pallacanestro 19954 S. Kanouté, 5 Fané, 6 Diakité, 7 Kanté, 8 H. Traoré, 9 B. Kanouté, 10 Keita, 11 Diawara, 12 Koné, 13 Coulibaly, 14 Diané, 15 Sidibé,        All. -
Campionato africano maschile di pallacanestro 19974 S. Kanouté, 5 Tangara, 6 Diakité, 7 Kanté, 8 H. Traoré, 9 B. Kanouté, 10 Keita, 11 Diawara, 12 Koné, 13 Diakité, 14 Maïga, 15 Samake,        All. -
Campionato africano maschile di pallacanestro 19994 Fané, 5 Diarra, 6 Diakité, 7 Kanté, 8 H. Traoré, 9 Kanouté, 10 Sy, 11 Diawara, 12 O. Traoré, 13 Telly, 14 Soumare, 15 Samake,        All. -
Campionato africano maschile di pallacanestro 20014 Niakaté, 5 Diarra, 6 S. Diakité, 7 Kanté, 8 Sylla, 9 S. Sy, 10 A. Sy, 11 Diawara, 12 Touré, 13 Telly, 14 Traoré, 15 N. Diakité,        All. Alkaya Touré
Campionato africano maschile di pallacanestro 20054 Niakaté, 5 Diarra, 6 Sy, 7 Sylla, 8 Cissé, 9 Sani, 10 Traoré, 11 Diawara, 12 Diakité, 13 Keita, 14 Ouattara, 15 Samake,        All. Sylvain Lautié
Campionato africano maschile di pallacanestro 20074 Niakaté, 5 N. Diarra, 6 S. Diakité, 7 Niangado, 8 Coulibaly, 9 Sanogo, 10 Diallo, 11 Diawara, 12 Dakouo, 13 N. Diakité, 14 Samake, 15 M. Diarra,        All. Francis Charneux
Campionato africano maschile di pallacanestro 20094 Niakaté, 5 Sy, 6 Keita, 7 Diallo, 8 Coulibaly, 9 Chelle, 10 Traoré, 11 Samake, 12 Diop, 13 Ouattara, 14 Diakité, 15 Diarra,        All. Hugues Occansey
Campionato africano maschile di pallacanestro 20114 Niakaté, 5 Sy, 6 Keita, 7 Niangado, 8 Coulibaly, 9 Kaba, 10 Diallo, 11 Samake, 12 Soumaoro, 13 Doucouré, 14 Tangara, 15 Diarra,        All.  José Ruiz
Campionato africano maschile di pallacanestro 20134 Niakaté, 5 Kanté, 6 Maïga, 7 Saounera, 9 Haidara, 11 Boundy, 12 Sidibé, 13 Touré, 14 Tangara, 15 Diakité,        All.  José Ruiz
Campionato africano maschile di pallacanestro 20154 Saounera, 5 Kanté, 6 Maïga, 7 Djambo, 8 Coulibaly, 9 Moungoro, 10 Bah, 11 Boundy, 12 Sidibé, 13 Cissé, 14 Tangara, 15 Ballo,        All. Sylvain Lautié
Campionato africano maschile di pallacanestro 20171 Moungoro, 3 Kanté, 7 Djambo, 8 Dramé, 9 Tandina, 10 Keita, 11 Dembélé, 12 Sidibé, 13 Traoré, 14 Bagayoko, 16 Fall, 99 Coulibaly,        All. Moussa Sogore
Campionato africano maschile di pallacanestro 20213 Kanté, 4 S. Kanouté, 7 Djambo, 9 Tandina, 11 Camara, 12 Coulibaly, 13 Diarouma, 16 Keïta, 20 Sissouma, 23 Traore, 45 N. Kanouté, 99 Sidibé,        All. Boubacar Kanouté
Template:Mali maschile pallacanestro africano 2025

### AfroCan
FIBA AfroCan 20190 Koné, 2 Diawara, 3 Kanté, 4 Kaba, 5 Sanogo, 6 Ndiaye, 7 Djambo, 12 Sidibé, 13 Diarouma, 16 Keita, 23 N. Traoré, 30 O. Traoré,        All. Rémi Giuitta

## Nazionali giovanili
- Nazionale Under-18
- Nazionale Under-16